# Leichtathletik-Weltmeisterschaften 2022/Teilnehmer (Elfenbeinküste)
| Goldmedaillen | Silbermedaillen | Bronzemedaillen |
| ------------- | --------------- | --------------- |
| -             | -               | -               |

Der Leichtathletikverband der Elfenbeinküste nahm an den Leichtathletik-Weltmeisterschaften 2022 in Eugene mit sechs Athletinnen und Athleten teil.

## Ergebnisse

### Männer

#### Laufdisziplinen
| Athlet       | Disziplin | Qualifikation | Qualifikation | Vorlauf | Vorlauf | Halbfinale | Halbfinale | Finale | Finale |
| Athlet       | Disziplin | Zeit          | Platz         | Zeit    | Platz   | Zeit       | Platz      | Zeit   | Platz  |
| ------------ | --------- | ------------- | ------------- | ------- | ------- | ---------- | ---------- | ------ | ------ |
| Arthur Cissé | 100 m     | –             | –             | 10,02 s | 09      | 10,16 s    | 15         | DNQ    | DNQ    |
| Ismaël Koné  | 100 m     | –             | –             | 10,17 s | 25      | DNQ        | DNQ        | –      | –      |

### Frauen

#### Laufdisziplinen
| Athletin              | Disziplin | Vorlauf | Vorlauf | Halbfinale | Halbfinale | Finale  | Finale |
| Athletin              | Disziplin | Zeit    | Platz   | Zeit       | Platz      | Zeit    | Platz  |
| --------------------- | --------- | ------- | ------- | ---------- | ---------- | ------- | ------ |
| Murielle Ahouré-Demps | 100 m     | 11,16 s | 19      | 11,25 s    | 20         | DNQ     | DNQ    |
| Marie-Josée Ta Lou    | 100 m     | 10,92 s | 03      | 10,87 s    | 03         | 10,93 s | 07     |
| Marie-Josée Ta Lou    | 200 m     | DNS     | DNS     | DNQ        | DNQ        | –       | –      |
| Jessika Gbai          | 200 m     | 22,89 s | 20      | 22,84 s    | 18         | DNQ     | DNQ    |
| Maboundou Koné        | 200 m     | 23,32 s | 31      | DNQ        | DNQ        | –       | –      |